# Gauerslund Sogn

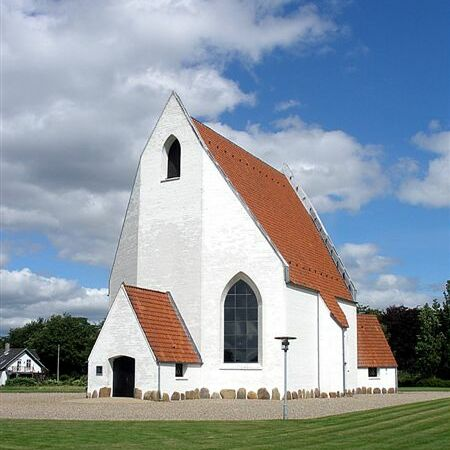
Brejning Kirke

Gauerslund Sogn ist eine Kirchspielsgemeinde (dänisch Sogn) im südlichen Dänemark.

## Geschichte
Bis 1970 gehörte sie zur Harde Holmans Herred im damaligen Vejle Amt, danach zur Børkop Kommune im erweiterten Vejle Amt, die im Zuge der  Kommunalreform zum 1. Januar 2007 in der „neuen“ Vejle Kommune in der Region Syddanmark aufgegangen ist.
Im Kirchspiel leben 10.578 Einwohner, davon 6353 im ehemaligen Kommunenzentrum Børkop und 3084 im Kirchdorf Brejning  (Stand:1. Januar 2023). Im Kirchspiel liegen die Kirchen „Gauerslund Kirke“ und „Brejning Kirke“.
Nachbargemeinden sind im Westen Smidstrup Sogn, Skærup Sogn und Vinding Sogn, im Osten Gårslev Sogn sowie in der südlich benachbarten Fredericia Kommune Bredstrup Sogn und Pjedsted Sogn.